# Abura-sumashi

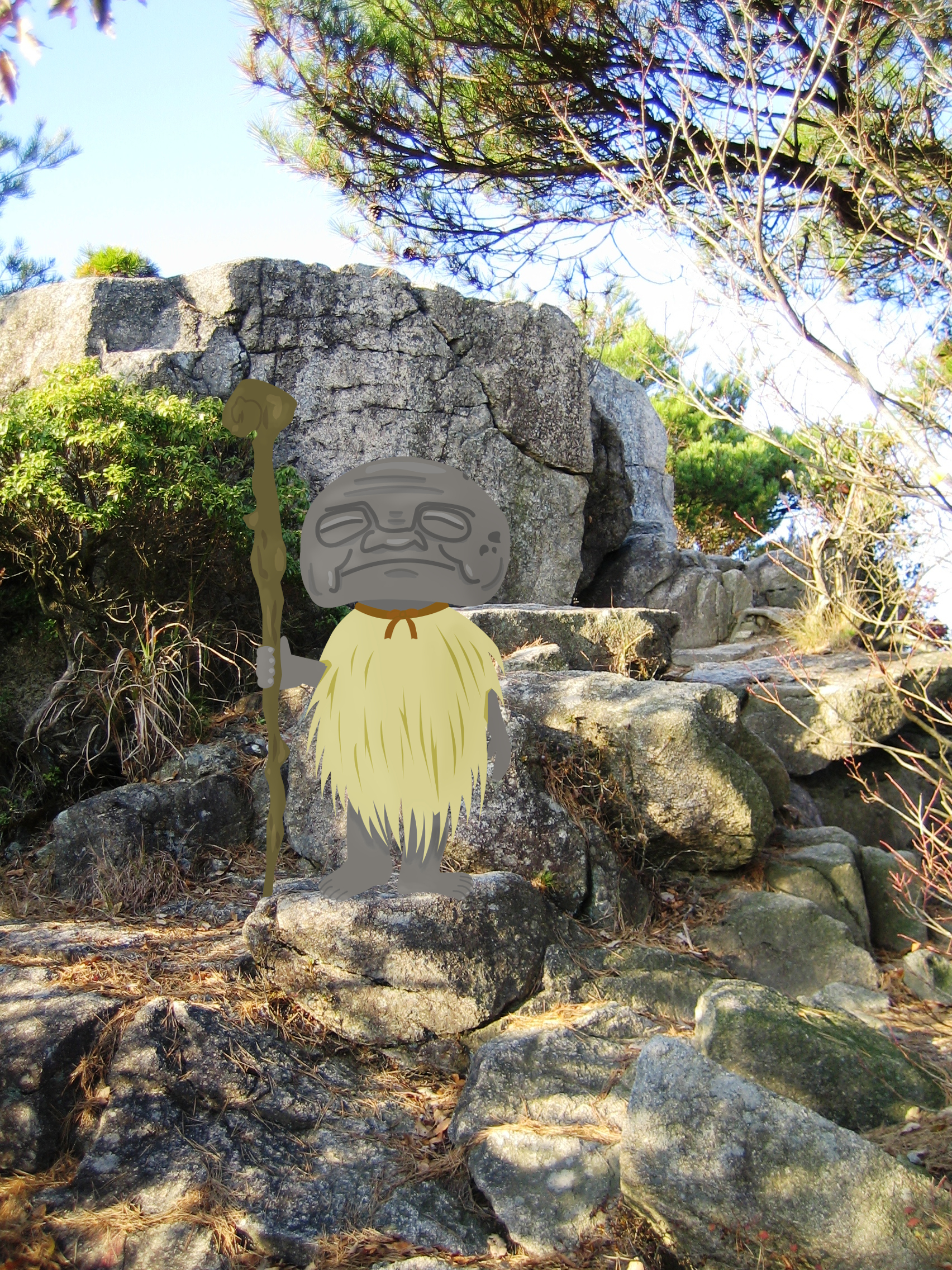

Abura-sumashi (油すまし) (avec abura (油) : « huile » et sumashi (すまし) : « concentré, méditatif, sérieux ») est un esprit du folklore japonais qui vit sur un col dans la préfecture de Kumamoto, dans l'île de Kyûshû.

## Description
L'abura-sumashi est une créature trapue, d'apparence humanoïde[réf. nécessaire]. Sa tête a généralement une apparence semblable à une pierre ou une patate. Il est souvent représenté portant une veste de pluie de paille tressée.

## Légende
C'est un esprit qui se rencontre très rarement. Il apparait parfois aux promeneurs sur les chemins aux alentours de Kumamoto.
La légende disait que les abura-sumashi étaient les fantômes de voleurs d'huile. A l'époque, l'extraction de l'huile était un processus très compliqué, de ce fait, son vol était sévèrement sanctionné.

## Dans la culture populaire
Un abura-sumashi apparait dans le film japonais The Great Yokai War (妖怪大戦争, Yōkai daisensō) de Takashi Miike.
Ce yôkai est également un personnage du manga Kitaro le repoussant, de Shigeru Mizuki[réf. nécessaire].

## Sources
- (en) Liste des démons japonais sur le site Inuyasha: a feudal fairy tale